# Staatsoper Prag

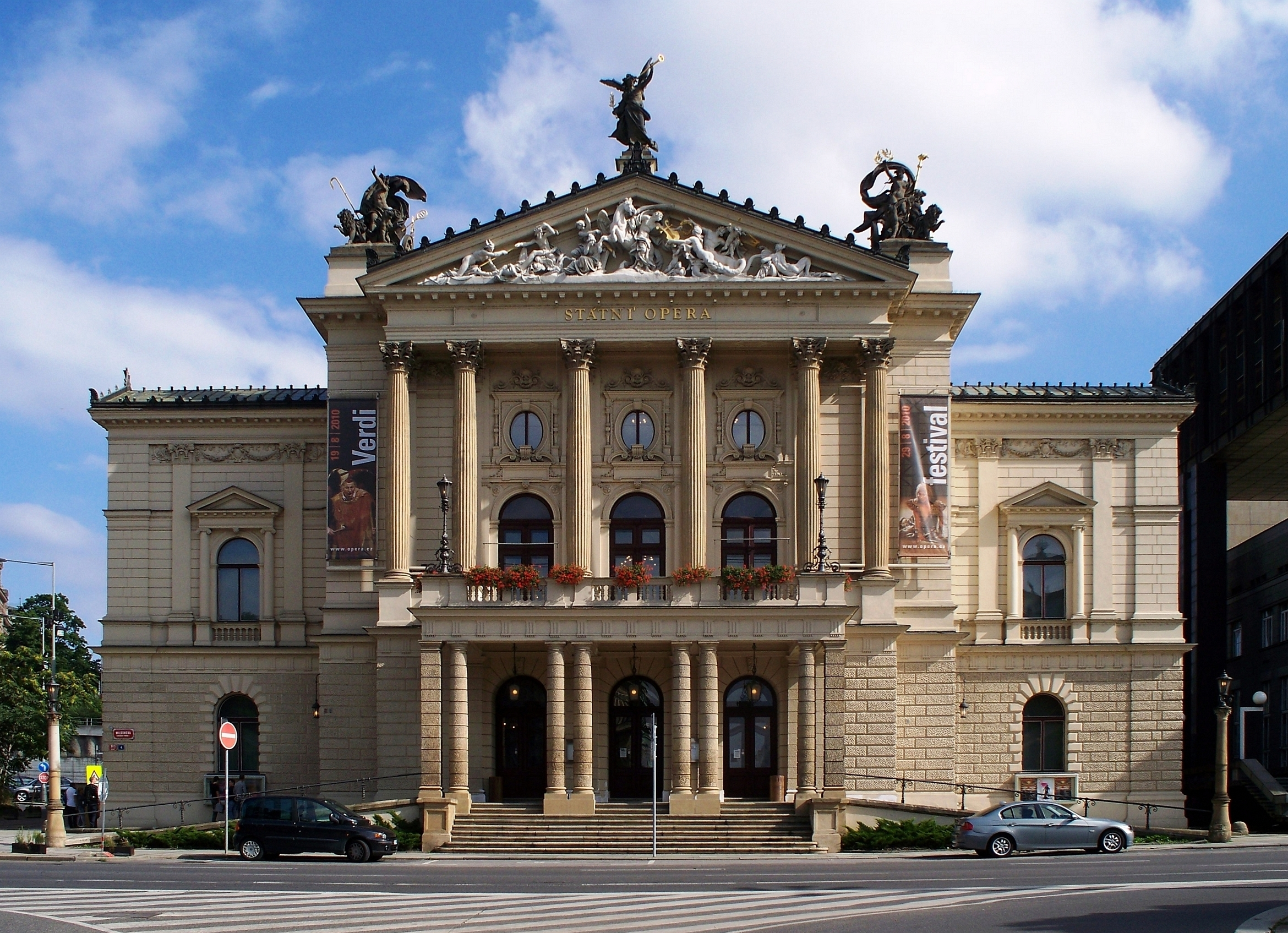
Die Prager Staatsoper

Die Staatsoper (tschechisch Státní opera) ist ein Opernhaus in der tschechischen Hauptstadt Prag. Die Bühne wurde als Neues Deutsches Theater (1888–1938) gegründet und hieß in der Folge Divadlo 5. května (Theater des 5. Mai, 1945–1948) sowie Smetanovo divadlo (Smetana-Theater, 1949–1992).

## Geschichte
Die Eröffnung des tschechischen Nationaltheaters im Jahr 1883 weckte bei der deutschsprachigen Prager Bevölkerung den Wunsch nach einer eigenen Opernbühne. Zu diesem Zweck wurde noch im selben Jahr der Deutsche Theaterverein gegründet, und man begann mit der Sammlung von finanziellen Mitteln. 1886 wurde der Plan gebilligt, ein Grundstück von Leopoldine Grustner von Grussdorf (Landgut Smetanka) erworben, auf dessen Grund bereits das Neustädter Theater stand, erbaut nach Plänen von Josef Niklas von Stöger. Mit der Planung des Deutschen Theaters wurde das Wiener Architekten-Büro Fellner & Helmer beauftragt.
Das Neue Deutsche Theater wurde 1886 bis 1887 im Stil der Neurenaissance fertiggestellt. Das Gebäude fiel durch seine geräumige Bühne und Neurokoko-Innenarchitektur auf. Die Statuen steuerten die Bildhauer Otto Mentzel (1838–1901; Direktor der Prager Fachschule für Goldschmiedekunst) und Theodor Friedl bei. Über der Loggia befanden sich die Büsten Goethes, Schillers und Mozarts. Die Gemälde stammten von Eduard Veith.
Zur Premiere am 5. Januar 1888 wurden Richard Wagners Meistersinger von Nürnberg gespielt. Erstmals in Böhmen wurde hier auch Wagners Ring des Nibelungen aufgeführt. Finanziert wurde der laufende Betrieb des Theaters fast vollständig aus privaten Spenden deutscher Industrieller. Das Publikum entstammte fast ausschließlich dem deutschsprachigen Bevölkerungsteil Prags. Trotz dessen sinkenden Bevölkerungsanteils war der Kartenverkauf bemerkenswert hoch.

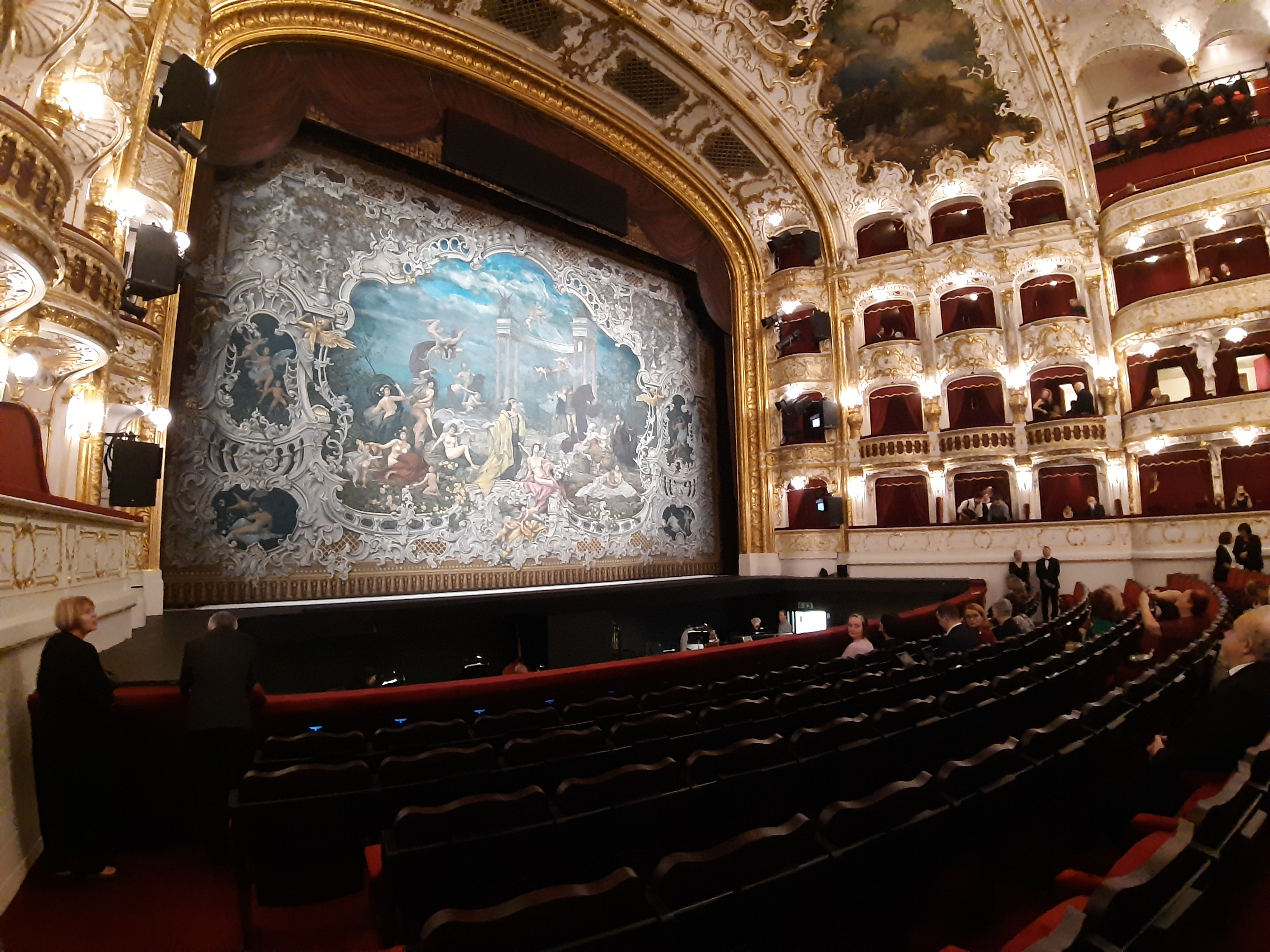
Der Innenraum der Staatsoper

Erster Direktor des Neuen Deutschen Theaters wurde Angelo Neumann. Neumann konnte für die Bühne viele bedeutende Künstler gewinnen, darunter Dirigenten wie Carl Muck, Franz Schalk, Anton Seidl, Leo Blech und Gustav Mahler, Solisten wie die Altistin Valesca Nigrini, der Tenor Adolf Wallnöfer, die Schauspielerin Eleonora Duse und andere, durch die das Opernhaus ein hohes künstlerisches Niveau erlangte.
Nach Neumanns Tod übernahm sein Protegé Heinrich Teweles die Direktion. Kurz darauf trat Alexander von Zemlinsky, Komponist und Dirigent, den Posten als Erster Kapellmeister und Musikdirektor an. Seine Anstellung dauerte von 1911 bis 1927, wobei er auch Teweles' Nachfolger Leopold Kramer erlebte. Er inszenierte Werke von Mozart, Ernst Krenek, Paul Hindemith, Erich Wolfgang Korngold, Franz Schreker sowie seine eigenen Werke. Zemlinsky leitete die Uraufführung von Schönbergs Erwartung am 6. Juni 1924. Auch ihm gelang es, große Künstler nach Prag zu holen, darunter Maria Hussa, Paul Pella, Friedrich Schorr, Leo Slezak, Richard Tauber, Lotte Lehmann und andere.
Sein Nachfolger als Opernchef war der Kölner Hans Wilhelm Steinberg, der später an der New Yorker Metropolitan Opera und bei den großen Orchestern in Pittsburgh und Boston wirkte.
Ihm folgte der aus Budapest stammende George Szell, der sich auf Werke zeitgenössischer Autoren konzentrierte. Das Theater spielte ein breites Repertoire. Dazu gehörten Werke der Prager deutschen Komponisten Fidelio F. Finke, Theodor Veidl, Hans Krása, interpretiert unter anderen von Solisten wie Rose Pauly, Risë Stevens oder Hans Hotter.
Von den außerordentlichen Künstlern, die hier auftraten sind noch zu nennen: Felix Mottl, Arthur Nikisch und Felix Weingartner, Solisten Anna Bahr-Mildenburg, Bertha Foerster-Lauterer, Maria Jeritza, Nellie Melba, Karel Burian, Enrico Caruso, Beniamino Gigli, Jan Kiepura, Richard Kubla und Tino Pattiera.
Noch vor dem Zustandekommen des Münchner Abkommens und der anschließenden Annexion des Sudetenlandes kündigte der Theaterverein am 25. September 1938 die Verträge mit dem Ensemble und verkaufte das Theatergebäude an den tschechoslowakischen Staat. Am 15. März 1939 marschierte die deutsche Wehrmacht in Prag ein und am 16. März proklamierte Adolf Hitler in Prag das Protektorat Böhmen und Mähren. Das „deutsche“ Theater spielte nun unter ganz anderen Bedingungen. Während des Zweiten Weltkrieges fanden im Deutschen Opernhaus Prag nur noch einige Gastspiele statt.
Im Theatergebäude, das nach dem Krieg zur Erinnerung an den Prager Aufstand vom 5. Mai 1945 Divadlo 5. května (Theater des 5. Mai), kurz D5K, genannt wurde, spielte 1945 ein Schauspielensemble. 1946 bis 1947 kehrte die Oper zurück. Unter neuen Namen Große Oper des 5. Mai wird dieses Ensemble, das schnell international bekannt wurde und eine Konkurrenz hätte darstellen können, 1948 an das Nationaltheater als dessen dritte Bühne angegliedert. 1949 wurde das Opernhaus in Smetana-Theater umbenannt. Die Umbenennung in Staatsoper Prag erfolgte 1992 und war Ergebnis von Bemühungen, das Theater wieder selbständig zu machen; die Staatsoper Prag galt fortan als ein selbständiges juristisches Subjekt. Direktor wurde Karel Drgáč. Unter seiner Leitung inszenierte 1991 Peter Lauscher die Operette Die Fledermaus in deutscher Sprache, mit Marcela Cerno als Adele, Herwig Pecoraro als Alfred, Klaus Ofczarek als Frank und Felix Dvorak als Frosch. Seit diesem Jahr versucht man an die Tradition des deutschen Theaters anzuknüpfen.
Seit dem 1. Januar 2012 wurden die Ballett-Truppen, die Ensembles und die technischen Apparate der beiden Opernhäuser in Prag aus finanziellen Gründen zusammengelegt, der Státní opera verbleiben ein eigener Chor und ein eigenes Orchester. Die Oper wurde 2017 wegen Generalsanierung geschlossen. Die Wiedereröffnung erfolgte am 5. Januar 2020, genau 132 Jahre nach der ursprünglichen Eröffnung. Die Generalsanierung kostete umgerechnet knapp 51 Millionen Euro. Als Höhepunkt gilt der neue Bühnenvorhang, eine Nachbildung des in den Kriegswirren verlorenen Originalwerks des österreichischen Malers Eduard Veith.

## Erscheinung
Von außen wirkt der Bau wie ein antikisierender Musentempel mit einer Attika.
Die überwiegend zweigeschossige Außenfassade des freistehenden Gebäudes weist im Erdgeschoss skulptierte Bossenwerke an der Fassade und in den Obergeschossen Verbundquadersteine auf. Von der Hauptfassade ragt ein erhöhter Erker mit dem Portikus des Eingangsbereichs unter einer offenen Terrasse hervor. Auf einer Gruppe von sechs zusammengesetzten Säulen mit korinthischen Kapitellen befindet sich ein Dreiecksgiebel mit zahlreichen Figurenkompositionen in einem Tympanon. Zentrale Figur ist ein Dichter, der dem toten Orpheus eine Leier aus der Hand nimmt und zu Pegasus fliegt, um ewigen Ruhm zu erlangen. Der geflügelte Ruhm, symbolisiert als Figur, steht mit seiner Fanfare auf dem First des Giebels, während die Pylone an den Ecken der Bucht griechische Streitwagen enthalten, die von Panthern gezogen werden. Dionysos steht im linken Wagen, der von Thalia gelenkt wird. Das skulpturale Dekor ist ein Werk des Bildhauers Theodor Friedl. Das Tympanon des Giebels wird durch die skulpturale Arbeit einer Gruppe von sechs Putten ergänzt, die um tragische und komische Masken herumtänzeln.
Die Wand hinter den Giebel tragenden Säulen öffnet sich mit der Gruppe von drei halbrund gewölbten französischen Fenstern des Foyers. Darüber befinden sich ovale Fenster mit Büsten von Friedrich Schiller, Johann Wolfgang Goethe und Wolfgang Amadeus Mozart von Otto Mentzel. Sie befanden sich ursprünglich in den Nischen darüber. Sie wurden entfernt, als in der Nachkriegszeit antideutsche Emotionen aufkamen.

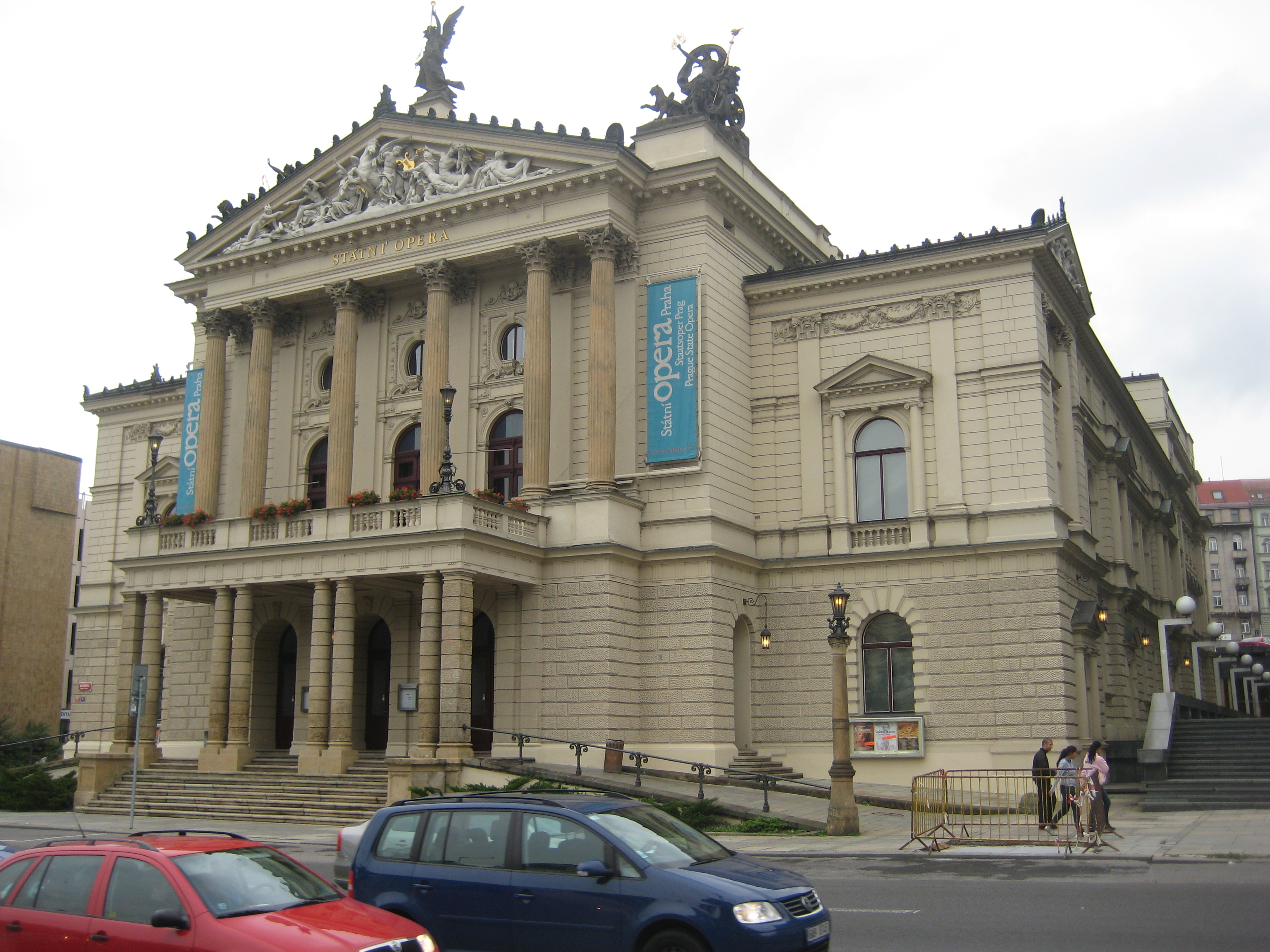
Hauptfassade mit rechtem Seitenflügel
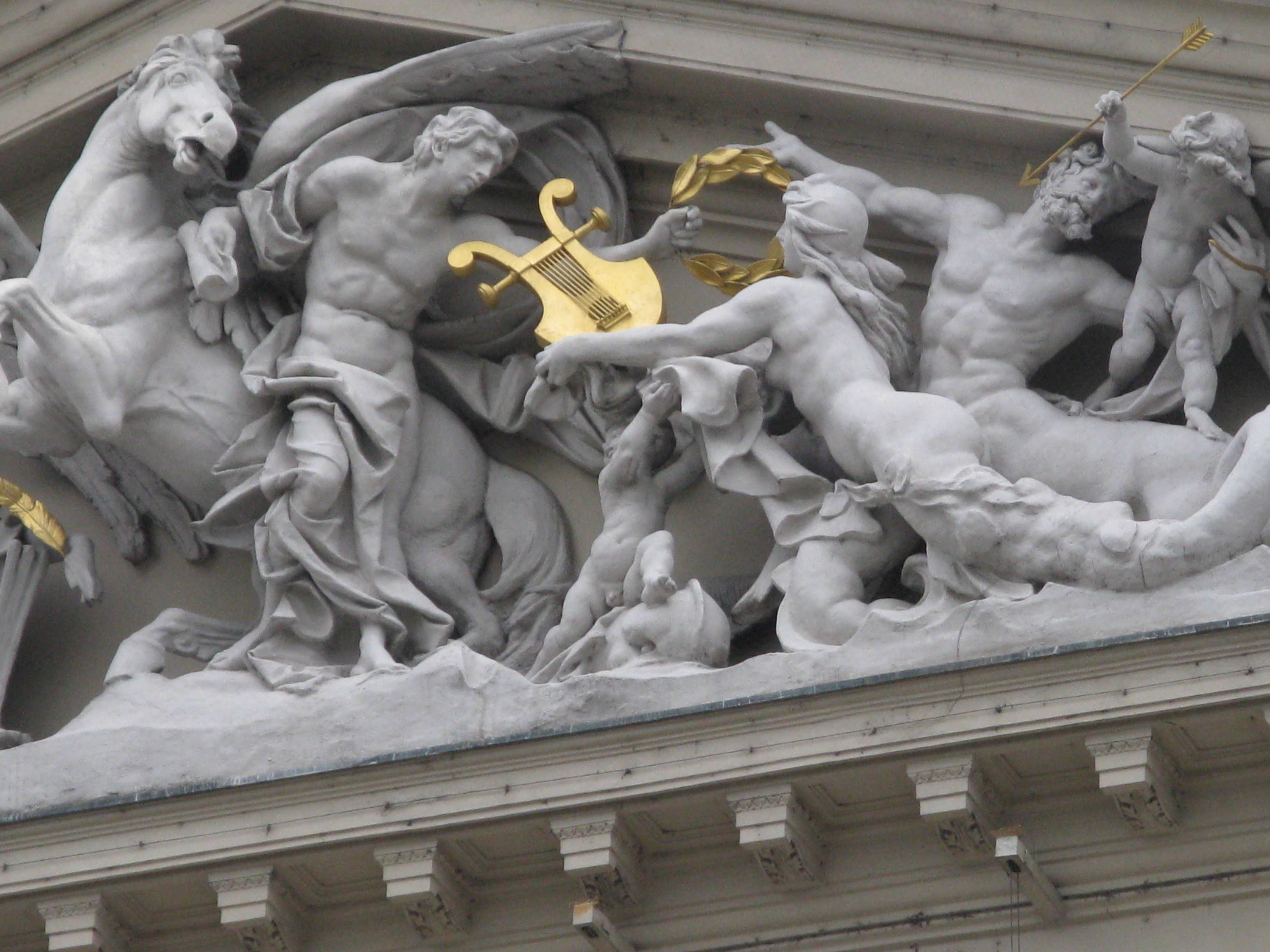
Giebel
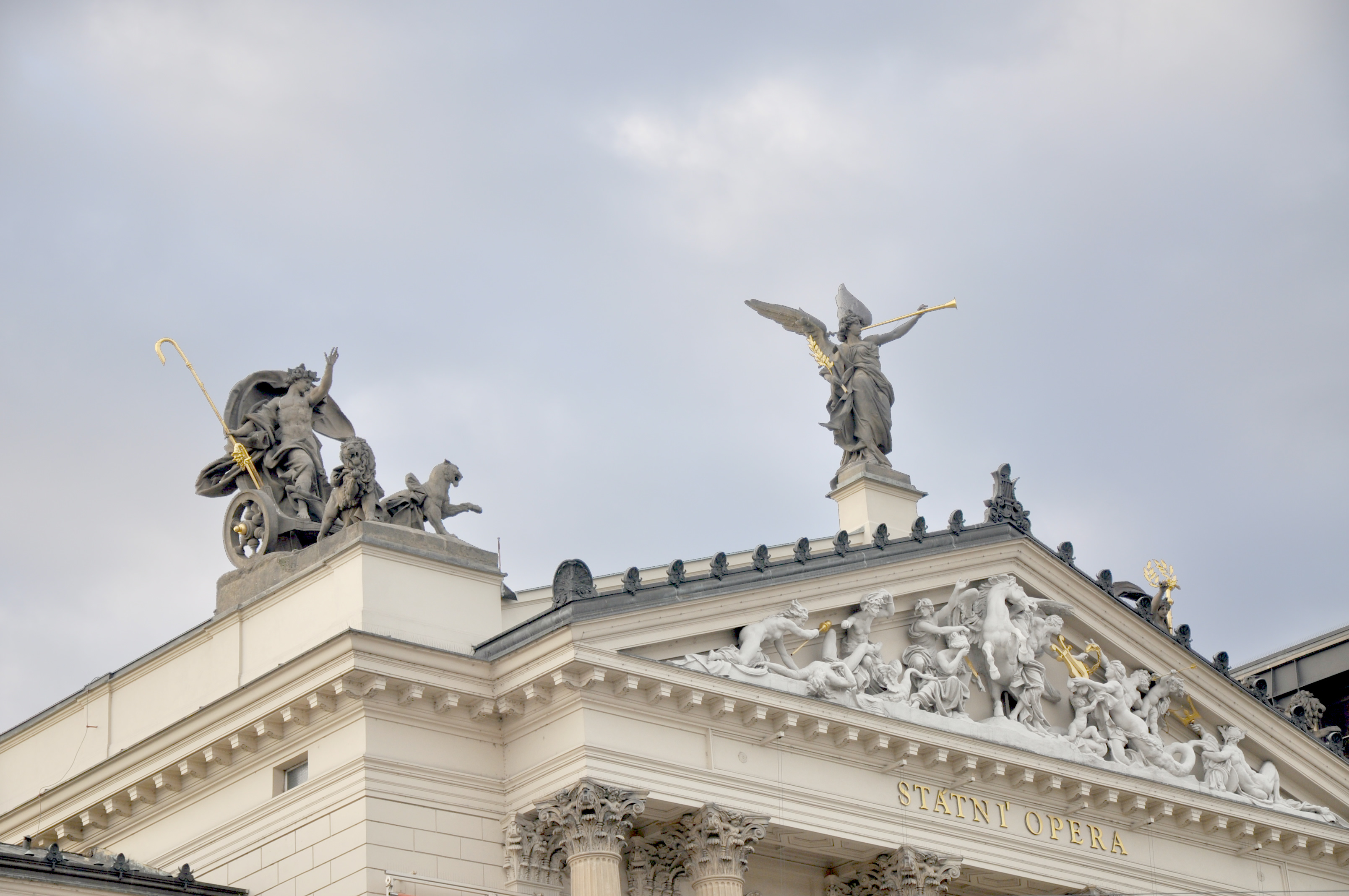
Giebel
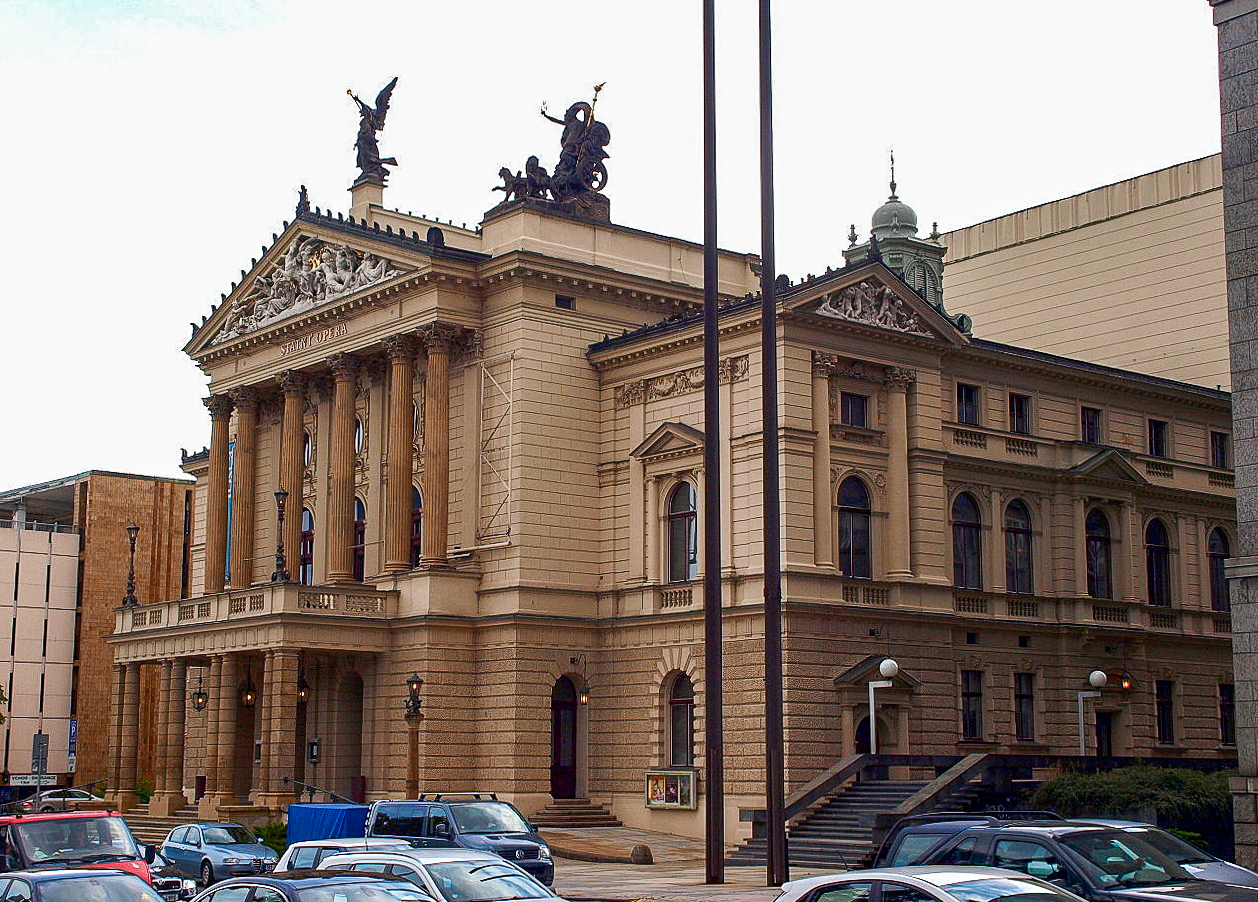
Seitenflügel 2012
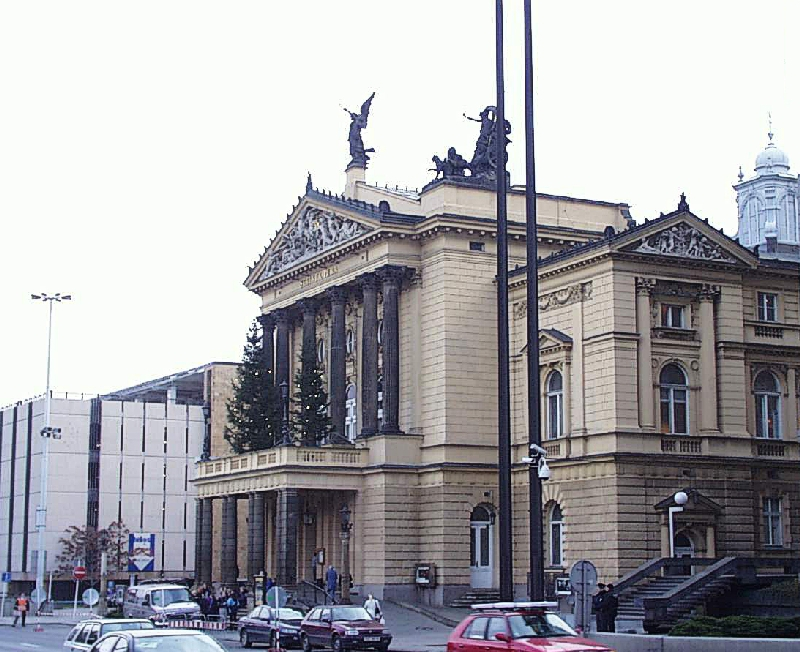
2009
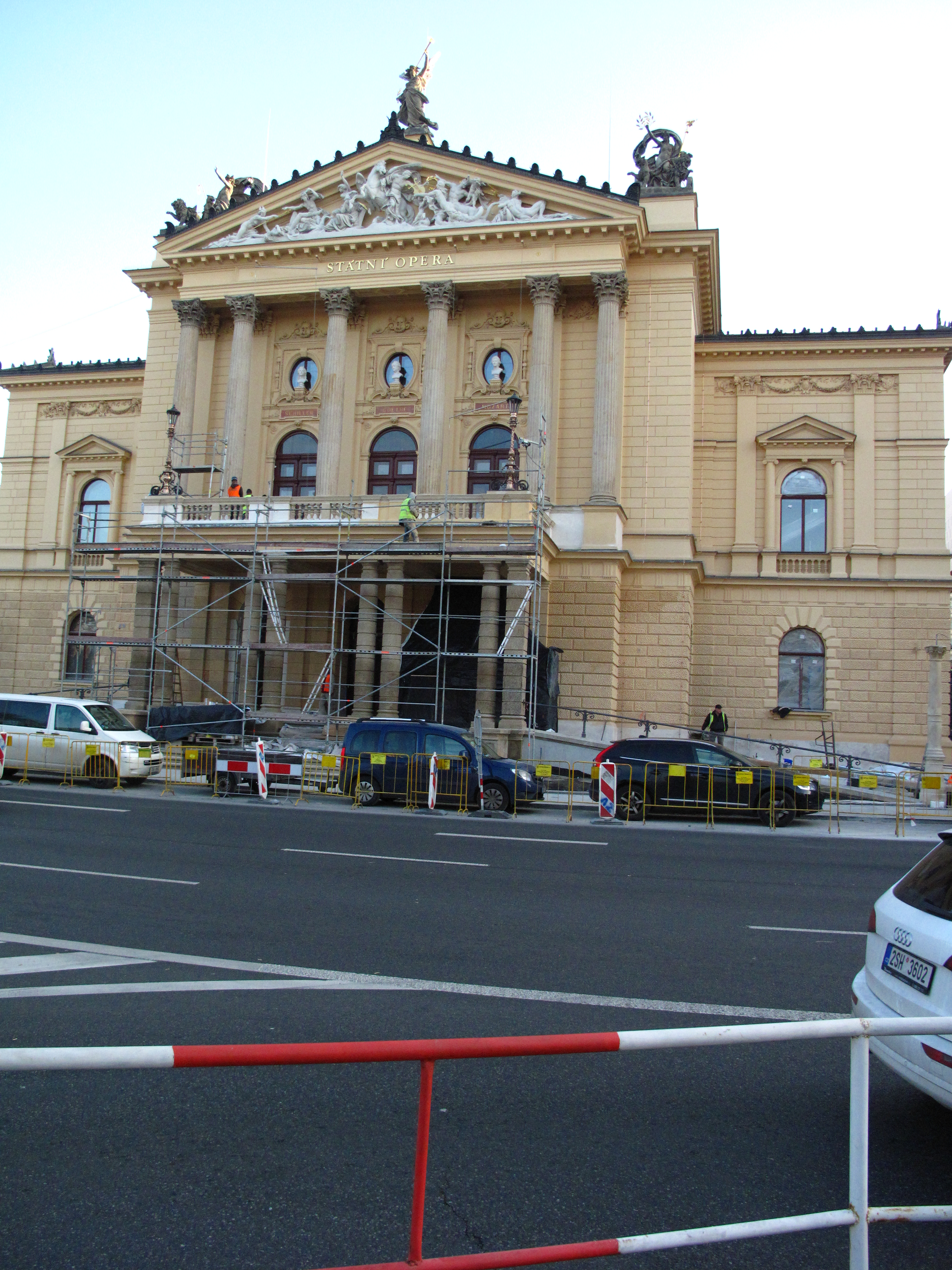
Restaurierung 2017

An die Außenachsen der Hauptfassade schließen kurze Flügel an, die leicht über die Seitenfassaden hinausragen und die Treppenaufgänge bis in die oberen Bereiche des Innenraums aufnehmen. Der mit dem Eingangsjoch verbundene Raum enthält im Erdgeschoss ein halbkreisförmiges Gewölbefenster, das von einer skulpturalen Bossage eingerahmt wird. Ein ähnliches Fenster befindet sich in einer Ädikula im ersten Stock und besteht aus zusammengesetzten Halbsäulen und einem dreieckigen Fronton.
Hinter der Vorderseite der Treppenflügel befinden sich die Seitenfassaden, zunächst mit einem neunfensterförmigen Abschnitt, der der Länge des Auditoriums entspricht. Seine leicht vorspringende dritte und siebte Achse öffnen sich mit rechtwinkligen Eingängen unter den Segmentfronten. Die übrigen Achsen im Erdgeschoss verfügen über rechtwinklige Fenster. Sowohl die Eingänge als auch die Fenster haben geprägte Pfosten, während die Fensterstürze mit Voussoirs (Gewölbesteine) mit skulptierten Masken ausgestattet sind.
Im ersten Stock gibt es hohe Fenster mit halbrunden Fensterläden. Die dritte und siebte Achse befinden sich in Ädikula unter den Dreiecksfronten auf Halbsäulen mit ionischen Kapitellen. Die rechtwinkligen Fenster im Halbgeschoss ruhen auf einem gemeinsamen Gesims, während die Fenster beider Stockwerke über in die Brüstungen eingesetzte Reliefbalustraden verfügen. Der konsequente Schnitt mit sieben Fenstern entspricht dem Innenraum der Bühne.
Seine leicht vorspringenden Außenachsen werden in beiden Obergeschossen von hohen Pilastern begleitet. In die Oberfläche des Erdgeschosses sind Nischen mit dekorativen Vasen und im Halbgeschoss kreisrunde kleine Fenster eingelassen. Die mittleren fünf Achsen haben im ersten Obergeschoss rechteckige Fenster über dreieckigen Fronten, während das Halbgeschoss kleinere rechtwinklige Fenster mit Voussoirs in den Stürzen unter den geraden Gesimsen aufweist. Das Erdgeschoss öffnet sich mit zwei Bändern übereinander liegender rechtwinkliger Fenster, mit Ausnahme der Mittelachsen der linken Fassade, wo der rechtwinklige Eingang unterhalb eines geraden Gesimses liegt. Die Seitenfassaden im Bühnenbereich der Terrasse befanden sich im Originalzustand unter dem Hauptgesims, der Lüftungs-Turm erhob sich dahinter.
Bei der Generalsanierung in den Jahren 1967–1973 wurde ein neuer Turm mit prismatischer Form errichtet, der mehr als das Doppelte der ursprünglichen Höhe erreichte. Der umliegende Baukörper wurde entlang des gesamten Bühnenumfangs um einen Boden erhöht. Das neunfensterige Schema der Rückfassade mit vorspringendem Mittelteil beginnt aufgrund des erhöhten Geländes auf der Höhe des ersten Obergeschosses der Seitenfassaden. Das Gebäude ist überwiegend durch Satteldächer mit geringer Neigung gedeckt. Aus dem First über dem Zuschauerraum ragt ein Lüftungsturm hervor.